# Paysage aux arbres verts
Paysage aux arbres verts est un tableau du peintre français Maurice Denis réalisé en 1893. Cette huile sur toile représente la rencontre entre une procession de femmes et un ange dans un sous-bois dont les troncs nus apparaissent en vert. Conservée par l'artiste à Saint-Germain-en-Laye jusqu'en 1917, l'œuvre fait partie depuis 2001 des collections du musée d'Orsay, à Paris.